# Piranha bụng đỏ
Cá piranha bụng đỏ hoặc piranha đỏ (tên khoa học Pygocentrus nattereri) là một loài cá piranha có nguồn gốc từ Nam Mỹ, được tìm thấy trong các lưu vực sông Amazon, sông ven biển phía đông bắc Brazil, và các lưu vực sông Paraguay và Paraná. Cá piranha bụng đỏ ăn côn trùng, giun, động vật giáp xác và cá. Đây không phải loài di cư, nhưng cũng di chuyển để tìm nơi thích hợp cho việc giao phối và đẻ trứng trong mùa mưa. Chúng thường di chuyển thành đàn để chống lại kẻ thù, nhưng hiếm khi thấy hình vi săn mồi cùng nhau. Qua ảnh hưởng truyền thông, piranha bụng đỏ trở thành một kẻ săn mồi hung tợn, dù chúng không thực sự như thế. Hiện nay, IUCN không xem chúng là loài bị đe dọa.

## Phân bố và môi trường sống
Piranha bụng đỏ phân bố rộng rãi khắp Nam Mỹ và được tìm thấy ở các sông nước ngọt tại Argentina, Brazil, Bolivia, Colombia, Ecuador, Guyana, Paraguay, Peru, Uruguay, và Venezuela. Chúng sống ở vùng nước ấm của nhiều sông lớn, gồm Amazon, Rio Paraguay, Rio Paraná và Rio Essequibo, cũng như nhiều hệ thống sông nhỏ hơn. 
Nó thích nghi với nước có nhiệt độ từ 15 tới 35 °C và độ pH từ 6 tới 7.